# Virslīga 1928
In 1928 werd het tweede voetbalseizoen gespeeld van de Letse Virslīga. Olimpija werd kampioen. 

## Eindstand
| Plaats | Club             | Wed. | W | G | V | Saldo | Ptn. |
| ------ | ---------------- | ---- | - | - | - | ----- | ---- |
| 1.     | Olimpija Liepāja | 8    | 6 | 1 | 1 | 22-10 | 13   |
| 2.     | RFK              | 8    | 3 | 3 | 2 | 20-16 | 9    |
| 3.     | LSB              | 8    | 2 | 3 | 3 | 13-17 | 7    |
| 4.     | Amatieris        | 8    | 2 | 2 | 4 | 15-18 | 6    |
| 5.     | LNJS             | 8    | 2 | 1 | 5 | 17-26 | 5    |

|  | Kampioen   |
|  | Degradatie |

## Kampioen
| Virslīga 1928                |
| Letland                      |
| ---------------------------- |
| OLIMPIJA Kampioen (2° titel) |